# Rysia Skała

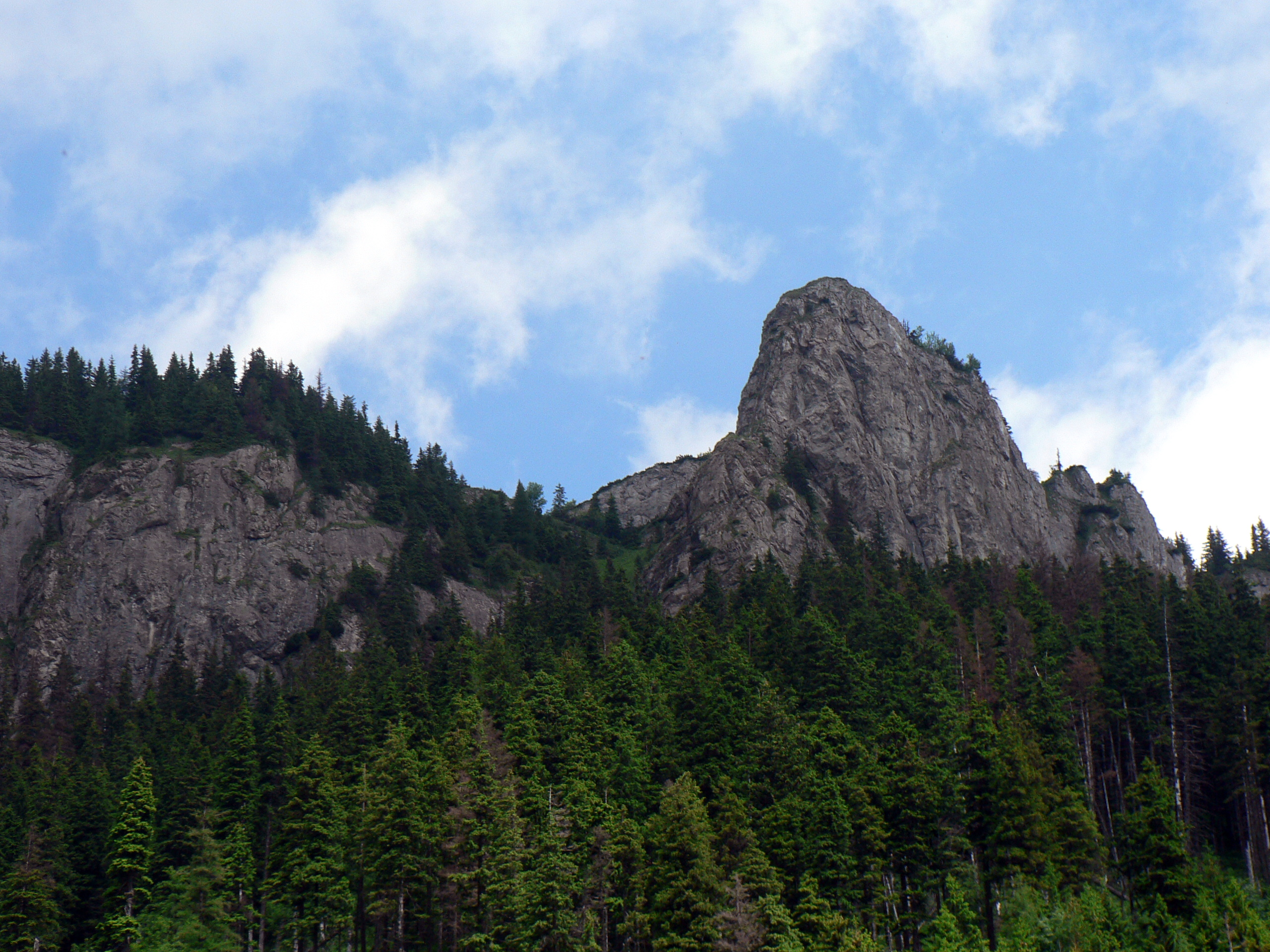
Rysia Skała po prawej stronie

Rysia Skała (niem. Luchsstein, słow. Rysia skala, węg. Hiúz-szirt) – zbudowana z wapieni ściana w Kozim Grzbiecie w słowackich Tatrach Bielskich. Znajduje się pomiędzy Przełączką nad Schodkami a Małą Jelenią Skałą. Na południowo-zachodnią stronę do Doliny do Siedmiu Źródeł opada pionową ścianą o wysokości kilkudziesięciu metrów. Natomiast od północno-wschodniej, opadającej do Doliny Suchej strony nie tworzy żadnej ściany, lecz jednolicie nachylone zbocze. Jedyną trudnością w wejściu na Rysią Skałę od tej strony jest gąszcz kosodrzewiny.